# 영적이지만 종교적이지 않음
영적이지만 종교적이지 않은(Spiritual but not religious)은 미국에서 개인의 영적 견해나 인생관을 설명할 때 쓰이는 문구이다. 짧게는 SBNR이라고도 부른다.
이 문구로 자신을 식별하는 이들은 영적 성장을 촉진하는데 있어 조직화된 종교가 유일하고 가치있는 수단이라고 여기지 않는다. 역사적으로 종교적인
종교적, 영적이라는 단어는 종교 개념의 다양한 측면을 설명하는 데 동의어로 사용되었으나 현대 영미권에서는 두가지 용어의 사용법이 차이를 보이고 있다.
영성은 주로 한 개인의 내적 삶과 연관지어 사용되며 "마음-몸-영"의 행복을 강조한다. 반면 종교는 조직적 또는 공동체적 차원을 나타낸다.영성은 때때로 제도화되지 않았거나 개별화된 종교성을 나타낸다.
이 두가지의 상호 작용이 복잡한 까닭은 보주적인 기독교인들조차도 개인의 비의식적인 형태의 신앙을 나타내기 위해 자신을 "영적이지만 종교적이 아닌" 사람으로 지정하기 때문이다.
종종 "종교적이기 보다는 영적인" (More spiritual than religious) 또는 "영적이지만 종교에 소속되어 있지 않은" (Spiritual but not affiliated)이라고도 표현된다.

## 기원과 통계적 연구
역사적으로 종교적, 영적이라는 단어는 종교 개념의 모든 다양한 측면을 설명하기 위해 동의어로 사용되었었다. 그러나 러셀 맥컷천과 같은 학자들 사이에서 종교라는 용어는 매우 논쟁의 여지가 있는 용어이며 그는 이 용어가 "외견상 구별되는 영역"의 "인간 활동과 생산의 다양한 항목"을 명명하는 데 사용된다고 주장했다. 종교학에서는 종교에 대한 하나의 정의에 조차 합의에 도달할 수 없으며, 영성이 여러 면에서 종교와 겹치기 때문에 영성에 대한 정의에 대해서도 합의에 도달하기 어렵다.
"영적이지만 종교적이지 않은"이라는 특정적 표현은 1960년에 나온 인류학 논문과 친바우어 등이 쓴 전기적 논문 "종교성과 영성: 애매한 것을 풀어내기 (Religiousness and Spirituality: Unfuzzying the Fuzzy)"을 비롯한 여러 학술 작품에서 사용되었다. 미국 사회적 운동으로서의 SBNR은 저자 스벤 얼란드슨이 쓴 2000년 저서 <Spiritual but not Religious>에서 묘사되었다. SBNR의 현상은 1960년대에 시작된 새로운 낭만주의 운동의 결과로 나타나기 시작한 것일 수도 있으나 둘 사이의 관계는 윌리엄 제임스가 정의한 종교적 체험과 원격으로 연결되어 왔다. 또한 그가 "고독한 개인의 경우, 그들이 신성하다고 여기는 모든 것과 관계를 맺고 있다고 생각하는 감정, 행동, 경험"이라고 정의한 것과 연결되어 왔다. 낭만주의 운동은 전통 종교에서 벗어나 신비롭고 비정통적이며 이국적인 방식을 지지하는 경향이 있어 영적 운동과 유사하다. 또한 오언 토마스는 낭만주의 운동에 존재하는 모호함과 구조의 결여가 영적 운동에도 존재한다고 말했다.
퓨 연구센터(가 2012년에 실시한 연구에 따르면 자신을 어떤 종교에도 속하지 않는 미국인의 수가 2007년부터 2012년까지 15%에서 20%로 증가했으며 이 숫자는 계속 증가하고 있다. 미국 대중의 18%와 30세 미만 성인의 3분의 1은 어떤 종교에도 소속되어 있지 않지만 동시에 어떤 면에서는 영적인 것으로 자신을 식별하는 것으로 알려져 있다. 종교적으로 관련이 없는 이들 중 37% 자신을 '영적이지만 종교적이지는 않다'고 분류했고, 68%는 '신을 믿는다'고 말했고, 58%는 '대지와 깊게 통하는 게 있다'고 답했다. 2017년에 퓨 연구센터는 미국 인구의 27%가 영적이지만 종교적이지는 않다고 추정했지만, 응답자들에게 이 지정에 대해 직접 묻지는 않았다.
케네스 파르가멘트와 같은 학자들의 "영성"에 대한 대중적, 학문적 관심의 증가는 탈제도화, 개인화, 세계화를 향한 사회문화적 추세와 관련이 있다.
세대 교체 또한 종교적 무소속인의 성장에 중요한 요소로 이해되어 왔다. 젊은 밀레니얼 세대 (1990 – 1994년 출생)와 X세대 (1965 – 1980년 출생) 사이에 상당한 차이가 발견되었으며, 각각 34%와 21%가 종교적으로 무소속이라고 보고했다.
인구통계학적인 연구에 따르면 종교적으로 무소속인 인구는 주로 젊고, 남성이며, 35%가 18세에서 29세 사이인 것으로 나타났다. 반대로, 종교적으로 무소속인 개인 중 8%만이 65세 이상이었다. 조직화된 종교와 관련이 없는 사람 중 56%가 남성이고 44%가 여성이다.
SBNR의 출현에 대한 또 다른 가능한 설명은 언어에서 찾을 수이다. 오언 토마스는 영성 운동이 영국과 북미 문화에 국한되는 경향이 있다는 사실을 강조하며 "영"이라는 용어의 의미가 다른 언어보다 영어에서 더 좁으며, 인간 고유의 모든 능력과 문화적 기능을 지칭하고 말했다.
그러나 시오반 챈들러에 따르면, '내면의 신'을 감상하는 것은 1960년대 반문화나 1980년대 뉴에이지에 뿌리를 둔 20세기 개념이 아니라, 영성은 역사 전체에 스며들어 있는 개념이다.

## 비판
조직화된 종교들의 일부 대표자들은 종교성 없이 영성을 실천하는 것을 비판해왔다. 자유주의 개신교 목사인 릴리안 다니엘은 SBNR의 세계관을 세속적인 미국 소비자 문화의 산물로 규정했으며, 이는 공동체와는 거리가 멀고 "고대 종교는 지루하다고 여기지만 자신은 '독특하게 매력적인 사람'이라고 생각하는 싱거운 대다수의 사람에게 딱 맞는 것"이라고 말했다. 예수회 신부인 제임스 마틴은 SBNR 생활방식을 "표준적인 게으름"이라고 불렀으며, "종교 없는 영성은 공동체의 지혜와 동떨어진 자기중심적 안주가 될 수 있다"고 말했다.

## 같이 보기
- 불가지론적 유신주의
- 인지학
- 불교 철학
- 이신론
  - 이치즘
  - 도덕주의적 심리치료적 이신론
  - 범이신론
- 다르마
- 생태영성
- 엘리트 종교
- 무종교
- 생활종교
- 자연 종교
- 자연 숭배
- 자연주의적 다신교
- 신사상
- 초교파 교회
- Non-overlapping magisteria
- 비신론
- 영원 철학
- 철학적 유신론
- 세속적 영성
- 쉴라교
- 영적 자연주의
- 수피파

## 참고문헌
- Chandler, Siobhan (2013), 〈The Way of the Spiritual Seeker〉,   Bryant, M. Darrol, 《Ways of the Spirit: Celebrating Dialogue, Diversity and Spirituality》, Pandora Press[깨진 링크]
- Fuller, Robert C. (2001), 《Spiritual, but Not Religious: Understanding Unchurched America》, New York: Oxford University Press, ISBN 0195146808
- Kenneson, Philip D. (2015), “What's in a Name? A Brief Introduction to the "Spiritual But Not Religious"”, 《Liturgy》 30 (3): 3–13, doi:10.1080/0458063X.2015.1019259, S2CID 143294453
- Mercadante, Linda A. (2014), 《Belief without borders: inside the minds of the spiritual but not religious》, New York, NY: Oxford University Press, ISBN 978-0199931002
- Wuthnow, Robert (2007), 《After the baby boomers how twenty- and thirty-somethings are shaping the future of American religion》, Princeton: Princeton University Press, ISBN 9781400831227